# Кошмари на Елм Стрийт (филм, 1984)
„Кошмари на Елм Стрийт“ (на английски: A Nightmare on Elm Street) е американски слашър филм на ужасите от 1984 г., режисиран от Уес Крейвън.

## Сюжет
Внимание:  Текстът по-долу разкрива сюжета на произведението (или части от него)!
Действието се развива в измисления град Спрингууд, щата Охайо. Няколко тийнейджъри са убити от Фреди Крюгер в сънищата си, като умират и в действителност. Те не са наясно с причината за това, докато техните родители пазят мрачна тайна от тях.

## В ролите
| Изпълнител       | Роля            |
| ---------------- | --------------- |
| Хедър Ленгенкемп | Нанси Томпсън   |
| Робърт Енглънд   | Фреди Крюгер    |
| Джон Саксън      | л-т Дон Томпсън |
| Джони Деп        | Глен Ланц       |
| Рони Блекли      | Марги Томпсън   |
| Аманда Уайс      | Тина Грей       |
| Ник Кори         | Род Лейн        |
| Джо Ънгър        | сержант Гарсия  |
| Чарлс Флайшър    | д-р Кинг        |
| Джоузеф Уип      | сержант Паркър  |